# Digital Audio Stationary Head
DASH son las siglas en inglés de Digital Audio Stationary Head, en español, Audio digital de cabeza estacionaria.
- De cabeza estacionaria significa que durante la grabación o reproducción sólo se mueve la cinta, la cabeza permanece fija (como en el S-DAT, en cinta casete).

En 1988, Sony y Tascam adoptaron el formato DASH como formato estándar para el magnetófono multipista digital. 
El DASH, en su funcionamiento básico, es similar a los magnetófonos multipista analógicos, permitiendo tanto la edición física “a tijera” como la edición electrónica. El DASH proporciona grandes prestaciones dirigidas al campo profesional. Permite desde las 2 hasta las 48 pistas de sonido, con una sincronización fiable, y admite una variación en la velocidad de 12,5%, por encima o por abajo. 
Los DASH multipista han sido muy aceptados por los estudios de grabación, donde todavía (2005) están en uso. 
DASH puede elegir entre tres frecuencias de muestreo:
- 40056 muestras por segundo
- 44100 muestras por segundo (estándar CD-Audio "Red Book").
- 48000 muestras por segundo.

Las cintas grabadas con una tasa de muestreo de 44100 muestras por segundo permiten mayor duración (69 minutos) que las grabadas con 48000 muestras por segundo (64 minutos).
El DASH, con una resolución de 16 bits, utiliza un código canal PCM lineal. Además, A la hora de codificar la información, el DASH utiliza como sistema de corrección de errores el Cross Intervale
La respuesta en frecuencia que consigue el DASH es la de las audiofrecuencias (20 – 20.000 Hz), con un rango dinámico de 90 dB.

## Número de Pistas en el DASH
El DASH permite grabar un máximo de 48 pistas (cintas de ½ de doble densidad). Sea cual sea el número de pistas final, DASH siempre agrega 4 pistas auxiliarles más con una señal inaudible de control (en esas pistas no se puede grabar audio. así, el máximo, en sentido estricto, son 52 (48+4).
El número final de pistas depende de 3 factores:
1. Del tipo de cinta. Puede utilizarse cinta de ¼ de pulgada o de ½ pulgada.
2. De la densidad de la propia cinta que puede ser de densidad normal.
3. De la velocidad de reproducción o grabación. El DASH posee 3 velocidades de grabación / reproducción (Lenta, media, rápida), que, a su vez, dependen de la tasa de muestreo 44100 y 48000 muestras por segundo (con frecuencia de muestreo más alta, mayor velocidad) con lo que hay un total de 6 velocidades de grabación / reproducción.

- La combinación de estos 3 elementos ofrece 6 posibilidades de máximos de pistas : 2, 4, 8, 16, 24 o 48.

| Cinta            | ½ pulgada | ½ pulgada | ¼ pulgada | ¼ pulgada |
| Densidad         | Doble     | Normal    | Doble     | Normal    |
| Velocidad Rápida | 48        | 24        | 16        | 8         |
| Velocidad Media  | 24        | 24        | 8         | NO        |
| Velocidad Lenta  | NO        | NO        | 4         | 2         |

Al observar en la tabla, destacan 5 datos en cuanto al número de pistas:
1. La cinta de ¼ pulgada permiten como máximo 8 pistas (si son de densidad normal) o 16 (si son de doble densidad).
2. El máximo de 48 sólo es posible utilizando cintas de ½ pulgada de doble densidad y utilizando cintas de doble densidad.
3. No existen ciertas combinaciones:
4. No existe la posibilidad de grabar cinta de ¼ de pulgada de densidad normal con una velocidad media.
5. Tampoco existe la combinación de cintas de ½ pulgada a velocidad lenta (con ninguna de las 2 densidades).

## DASH plus
El DASH evolucionó hasta el Formato DASH plus, que ampliaba la resolución a 24 bits.